# Sphaerophoria interrupta
Sphaerophoria interrupta là một loài ruồi trong họ Ruồi giả ong (Syrphidae). Loài này được Fabricius mô tả khoa học đầu tiên năm 1805. Sphaerophoria interrupta phân bố ở vùng Cổ Bắc giới (Đan Mạch)